# Sankt Marein im Mürztal
Sankt Marein im Mürztal là một đô thị thuộc huyện Bruck an der Mur thuộc bang Steiermark, nước Áo. Đô thị Sankt Marein im Mürztal có diện tích 8,87 km², dân số thời điểm cuối năm 2005 là 2378 người.